# Sistema tributario degli Stati Uniti d'America

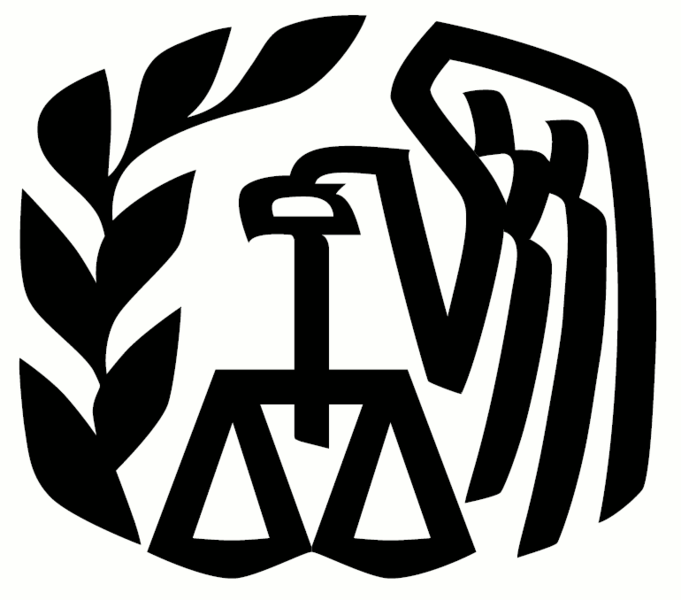
Logo dell'Internal Revenue Service, l'agenzia federale tributaria.

Il sistema tributario degli Stati Uniti d'America è costituito dall'insieme dei tributi disposti per legge a livello federale, statale e locale.

## Descrizione

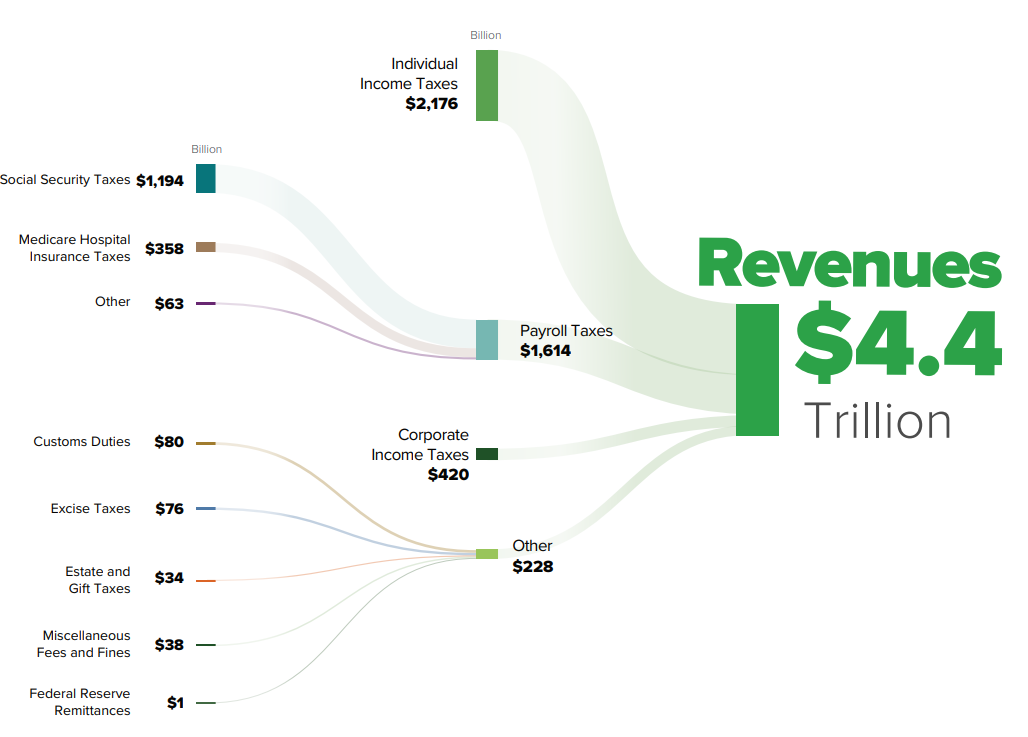
Entrate federali nel 2023.

Il sistema tributario statunitense è regolato principalmente dal 26º capitolo (o Title) dello United States Code (parte che è specificatamente anche chiamata Internal Revenue Code, o IRC) e la riscossione dei tributi è affidata all'Internal Revenue Service.
Per varie imposte sono previsti diversi sconti fiscali e agevolazioni (come gli Earned income tax credit, o EITC, oppure le State and local tax deduction, o SALT, oppure il credito d'imposta della Georgia, o CTC), specie per i contribuenti a basso reddito, che abbiano persone a carico o siano sposati.

### Storia
Per molto tempo gli Stati Uniti si sono basati quasi esclusivamente sui dazi come unica entrata rilevante. A metà Ottocento, a ridosso della guerra di secessione, fu introdotta la prima imposta sui redditi, sebbene solo per pochi anni. Durante l'Ottocento si istituì progressivamente in tutti gli stati federati una tassa sulla proprietà (property tax) generale, ma per l'inizio del Novecento tale idea mostrava già molti suoi limiti ed era ampiamente criticata. Così, con l'introduzione del XVI emendamento alla Costituzione nel 1909, fu istituita dal 1913 un'imposta sui redditi permanente, che col tempo arrivò ad essere molto progressiva (con quasi 30 aliquote che andavano dallo 0% al 92%, fino al 1964).

### Tributi

#### Imposta sui redditi (Income tax) eAlternative Minimum Tax(AMT)
L'imposta sui redditi negli Stati Uniti (denominata Income tax) è un'imposta progressiva che presenta aliquote dal 10% al 37% (fino a metà anni '80 il sistema di aliquote era nettamente più progressivo). È prevista un Alternative Minimum Tax (o AMT, fissata dal 2018 al 26% e 28%) e ogni contribuente deve pagare alternativamente la più alta tra l'AMT o la risultante Income tax, al netto entrambe delle deduzioni fiscali.

#### Imposta sui salari e contributi previdenziali (Payroll tax)
La payroll tax (che finanzia sia la Social Security che il Medicare, chiamata anche FICA), istituita dal 1937, è andata via via aumentando in termini di incidenza sia sul reddito dei lavoratori dipendenti sia sul totale del gettito fiscale federale e dal 1990 essa è fissata al 12,4% (parte per la Social Security) + 2,9% (parte per il Medicare) = 15,3%.

#### Imposta sui redditi d'impresa (Corporate tax)
L'imposta sui redditi d'impresa è presente sia a livello federale che a livello statale e locale. Dal 2018 (con la legge TCJA) è fissata in un'aliquota unica (o flat tax) al 21%. Dal 2018 l'AMT per i redditi d'impresa è stata eliminata.

#### Imposta sulla vendita di beni e servizi (Sales tax)
L'imposta sulla vendita di beni e servizi e regolata a livello dei singoli stati federati e delle municipalità locali. In generale essa va dal 5% al 7% in media, sebbene vi siano alcuni stati dove si raggiunge quasi il 10% e altri dove invece essa non è proprio presente.

#### Imposte sulla proprietà (Property tax)
Le tasse sulle proprietà (terreni, edifici, proprietà personali, etc.) sono imposte principalmente a livello di contee e sono molto variegate. Al 2007 la property tax media era pari a circa il 2%-3% del reddito di un nucleo familiare. Lo stato della Virginia è l'unico ad avere una tassa sui veicoli.

#### Accise (Excise tax)
Negli Stati Uniti esistono diverse accise su diversi tipi di beni e servizi e sono imposte sia a livello federale che locale. Alcuni esempi sono le accise sui carburanti, sul tabacco, sulle bevande alcooliche, sulla Cannabis, per il mantenimento dell'ACA (Affordable Care Act, meglio noto come "Obamacare", sebbene eliminate nel 2019) e altro ancora. L'IRS è incaricata di riscuotere l'oltre un milione di accise esistenti in tutta la federazione e può procedere a livello civile e penale contro chi non le paga, mentre il Bureau of Alcohol, Tobacco, Firearms and Explosives (noto come ATF) è incaricato di combattere possibili traffici illegali dei beni sottoposti ad accise.
L'accisa sulla Cannabis ha prodotto nel 2020 oltre 3 miliardi di $ di entrate fiscali.

### Paradisi fiscali
Alcuni stati federati (tra cui soprattutto il Nevada, il Dakota del Sud e il Delaware) sono generalmente etichettati da molti esperti come entità assomiglianti a dei "paradisi fiscali", per diversi motivi.

## Statistiche e dati

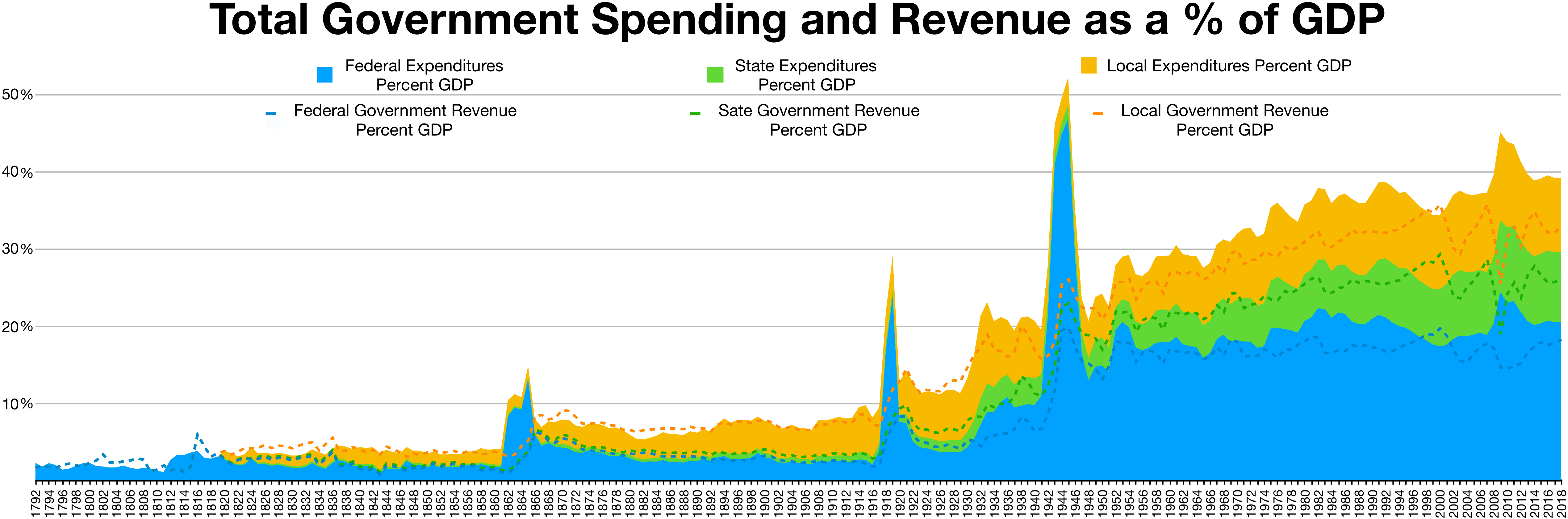
Totale entrate ed uscite correnti a livello federale, statale e locale, come percentuale del PIL, 1792 - 2018.
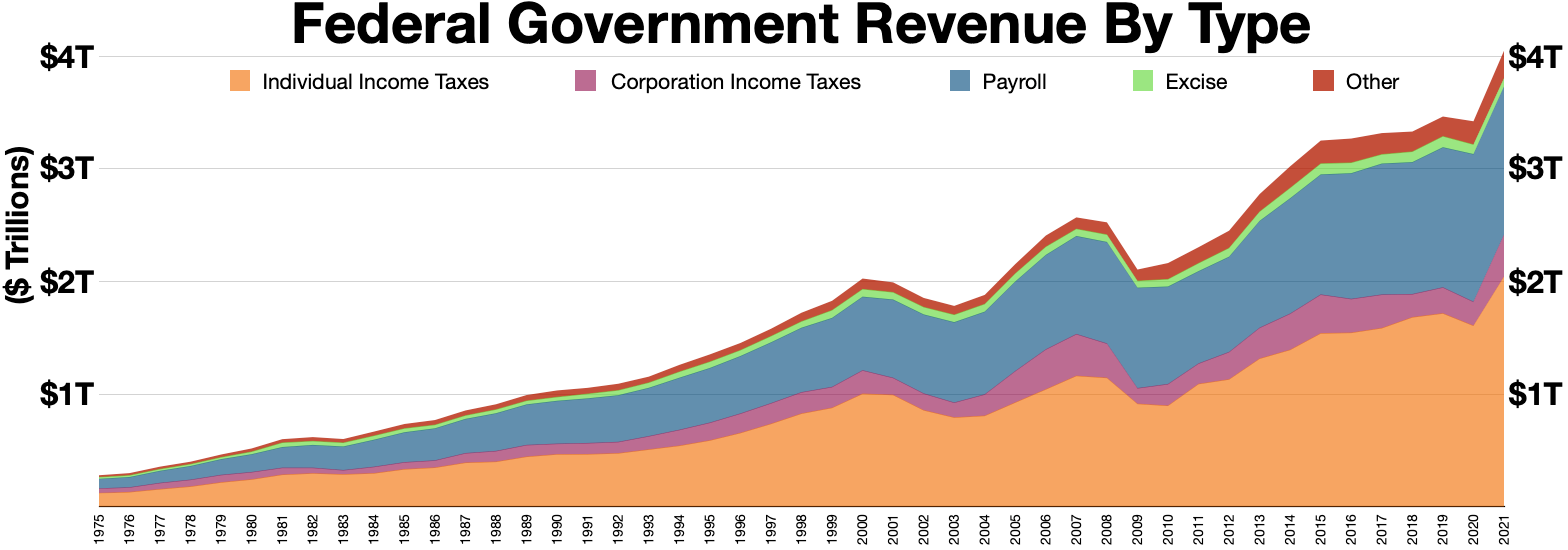
Entrate federali, in migliaia di miliardi di $, 1975 - 2021.
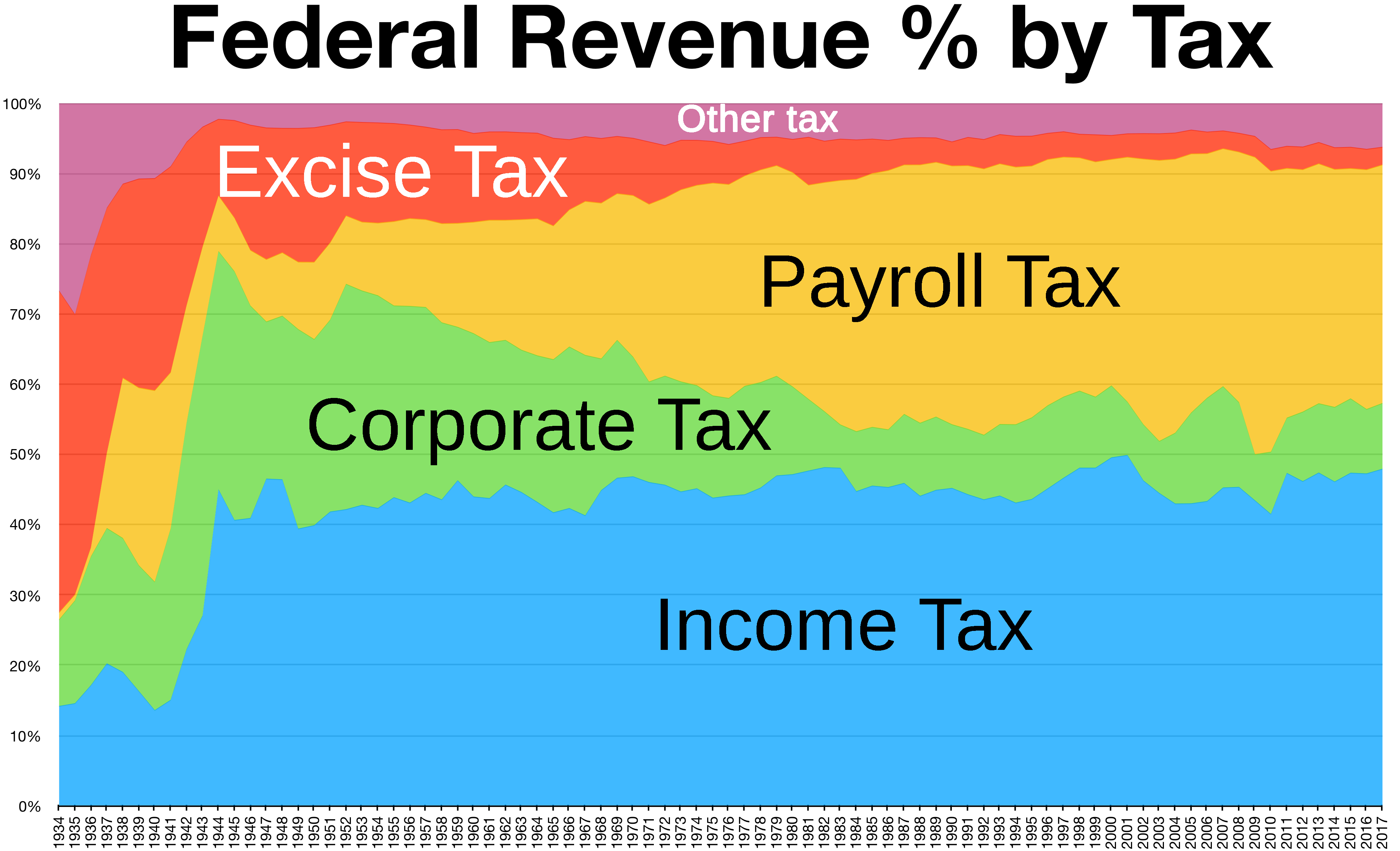
Composizione del gettito fiscale degli Stati Uniti per tipo di tassa, 1934 - 2017.
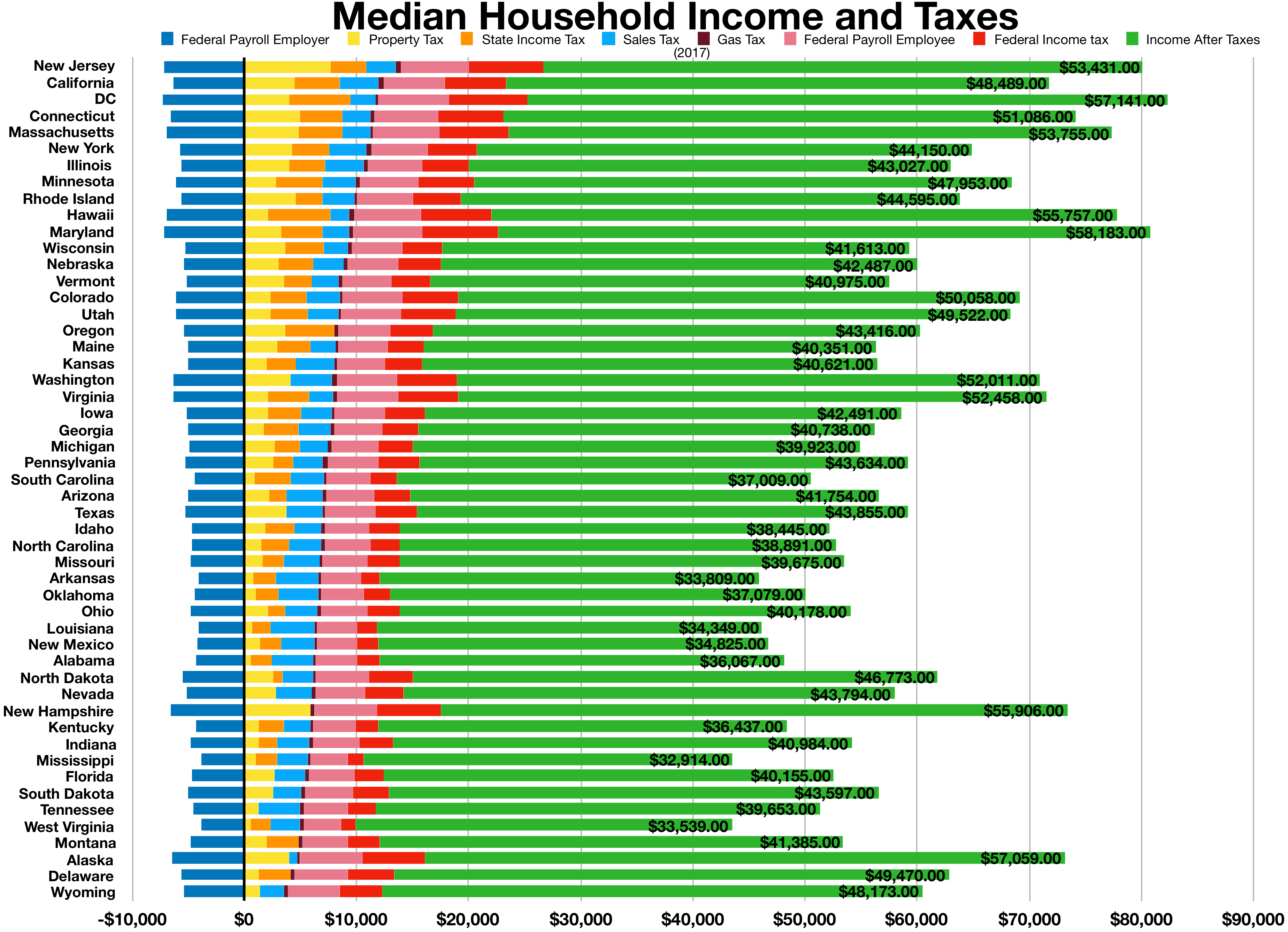
Quantità mediana di tasse e di reddito in ogni stato federato degli Stati Uniti (2017).
Aliquote federali della Income Tax, 1862 - 2021.
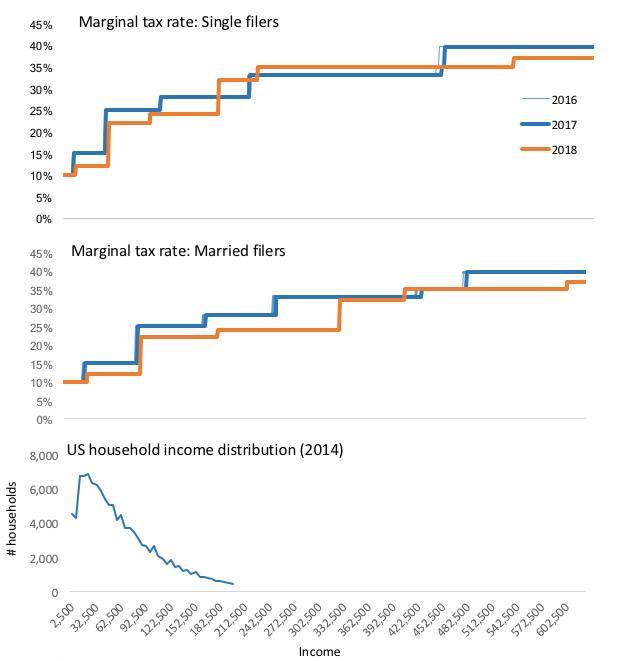
Comparazione delle aliquote della Income tax prima della riforma del 2017 e dopo, con indicati il numero di nuclei familiari per ammontare di reddito complessivo.
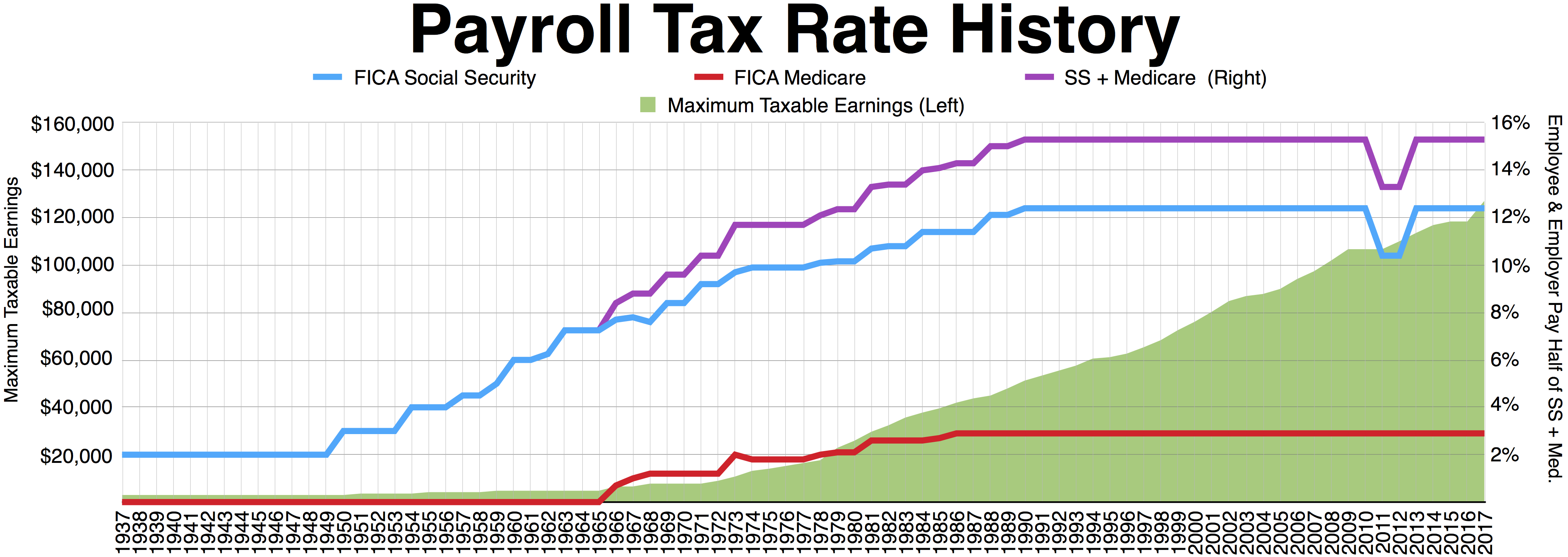
Andamento delle aliquote parziali della payroll tax, dal 1937 al 2017.
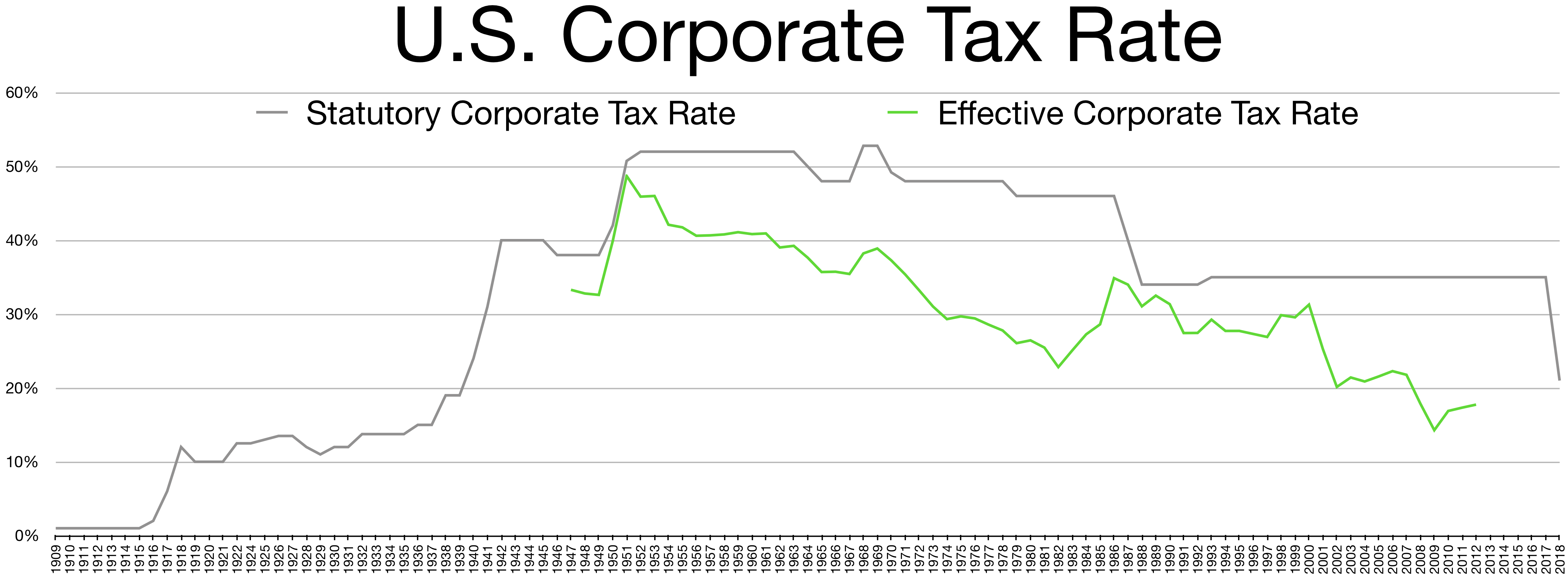
Tasso della Corporate tax nominale e medio, 1909 - 2018.
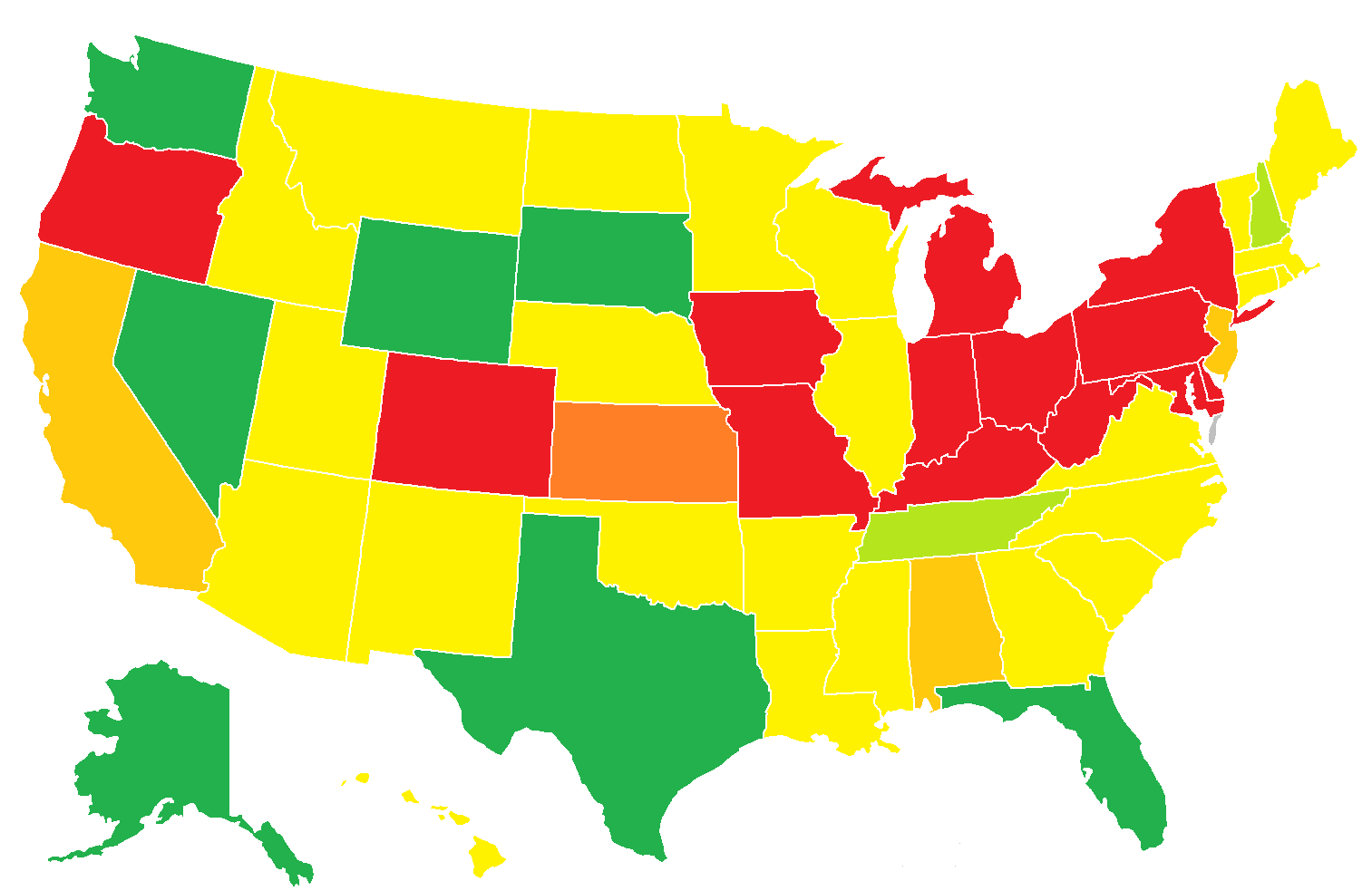
Presenza di imposte sui redditi statali e locali, 2017.
Aliquota marginale massima dei singoli stati federati (2022).
Aliquote statali della Corporate tax al 2022 (con inclusi gli stati dove è presente anche la Gross receipts tax).
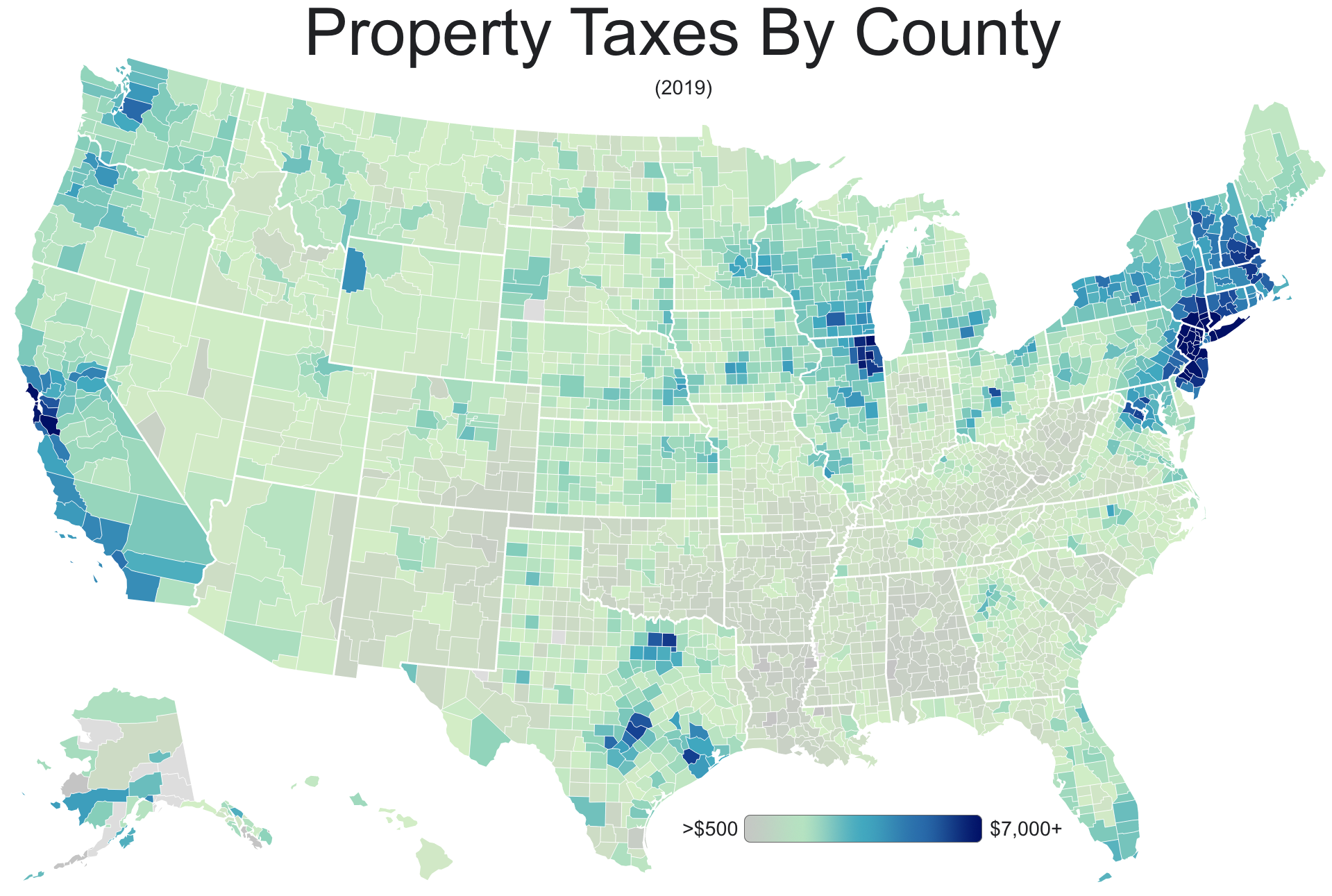
Ammontare medio di property tax pagata in ogni contea, 2019.
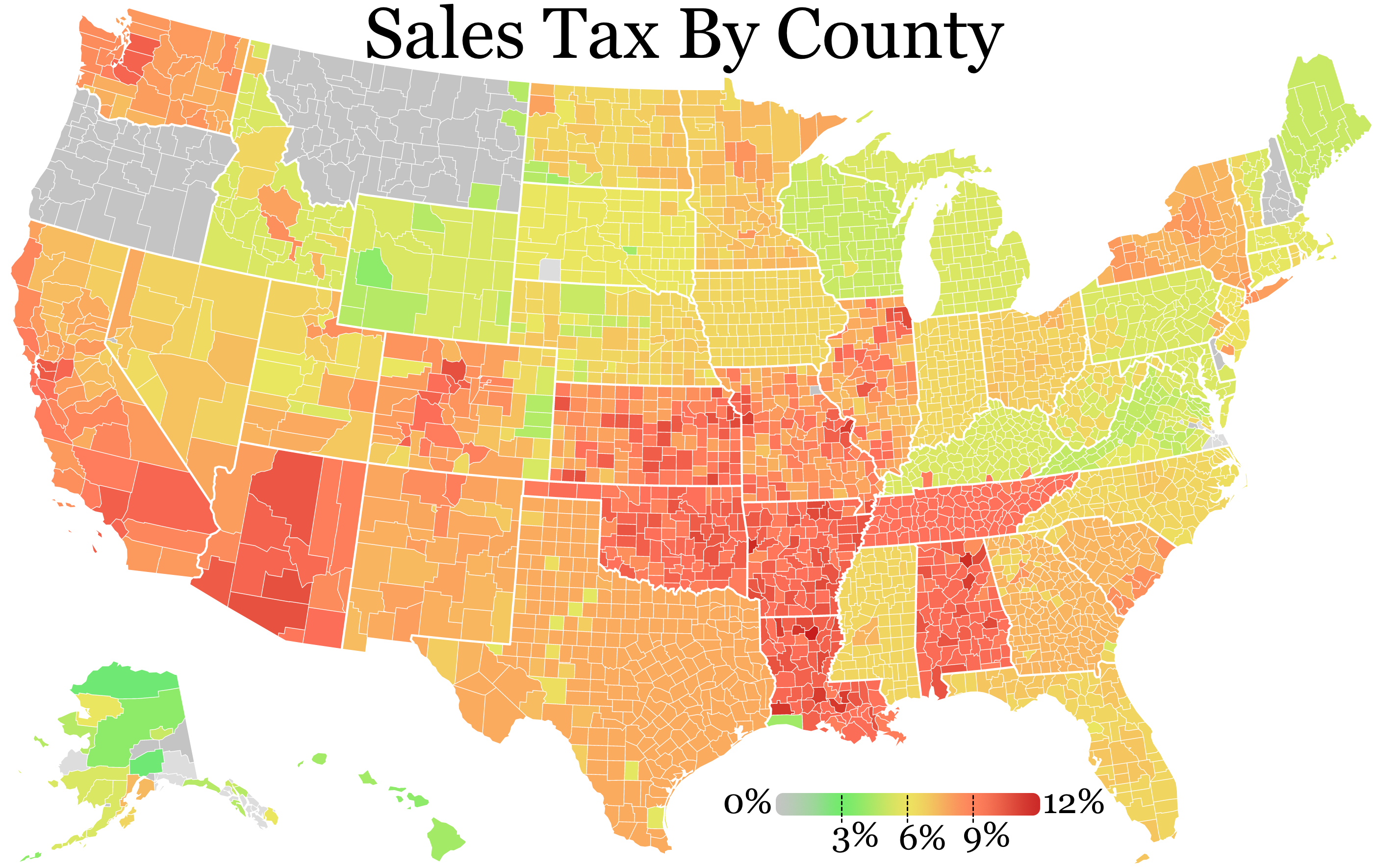
La Sales Tax (corrispondente all'IVA italiana) al 2022 in tutte le 3.200 contee degli Stati Uniti.
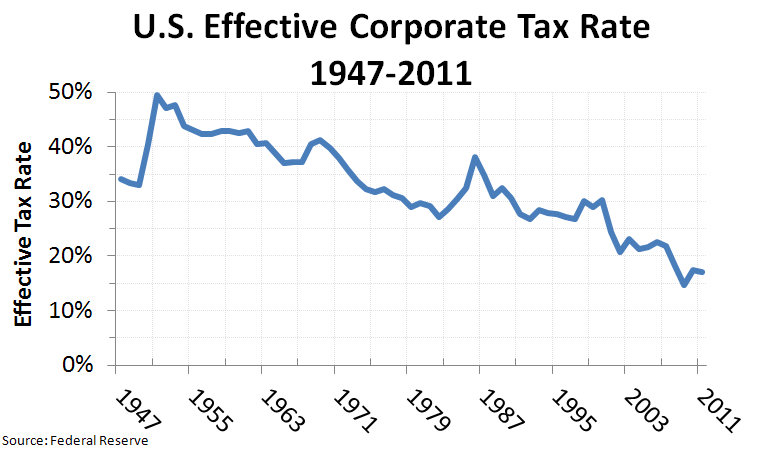
Corporate tax media, 1947 - 2011.
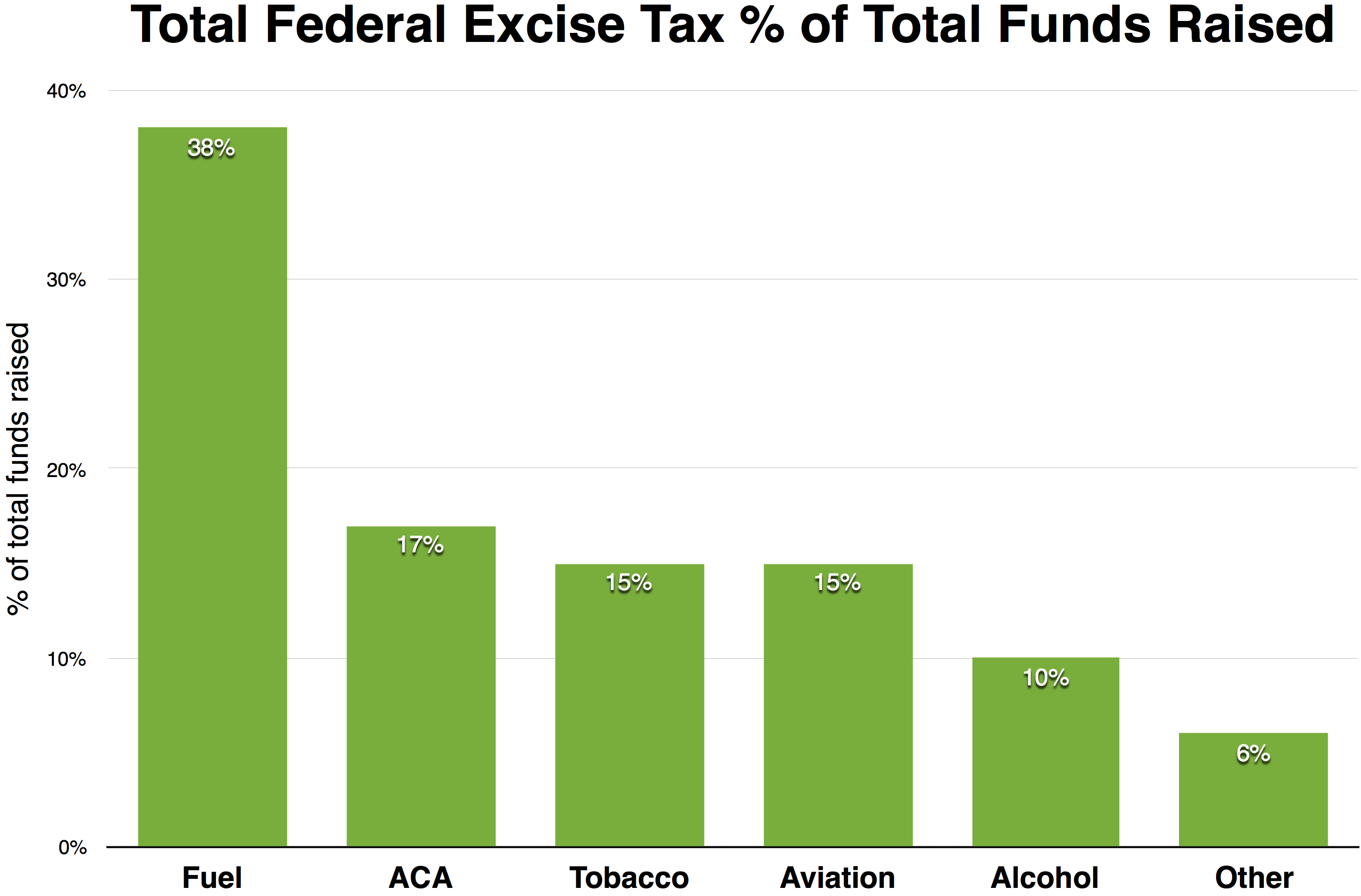
Aliquote delle accise federali, 2015.
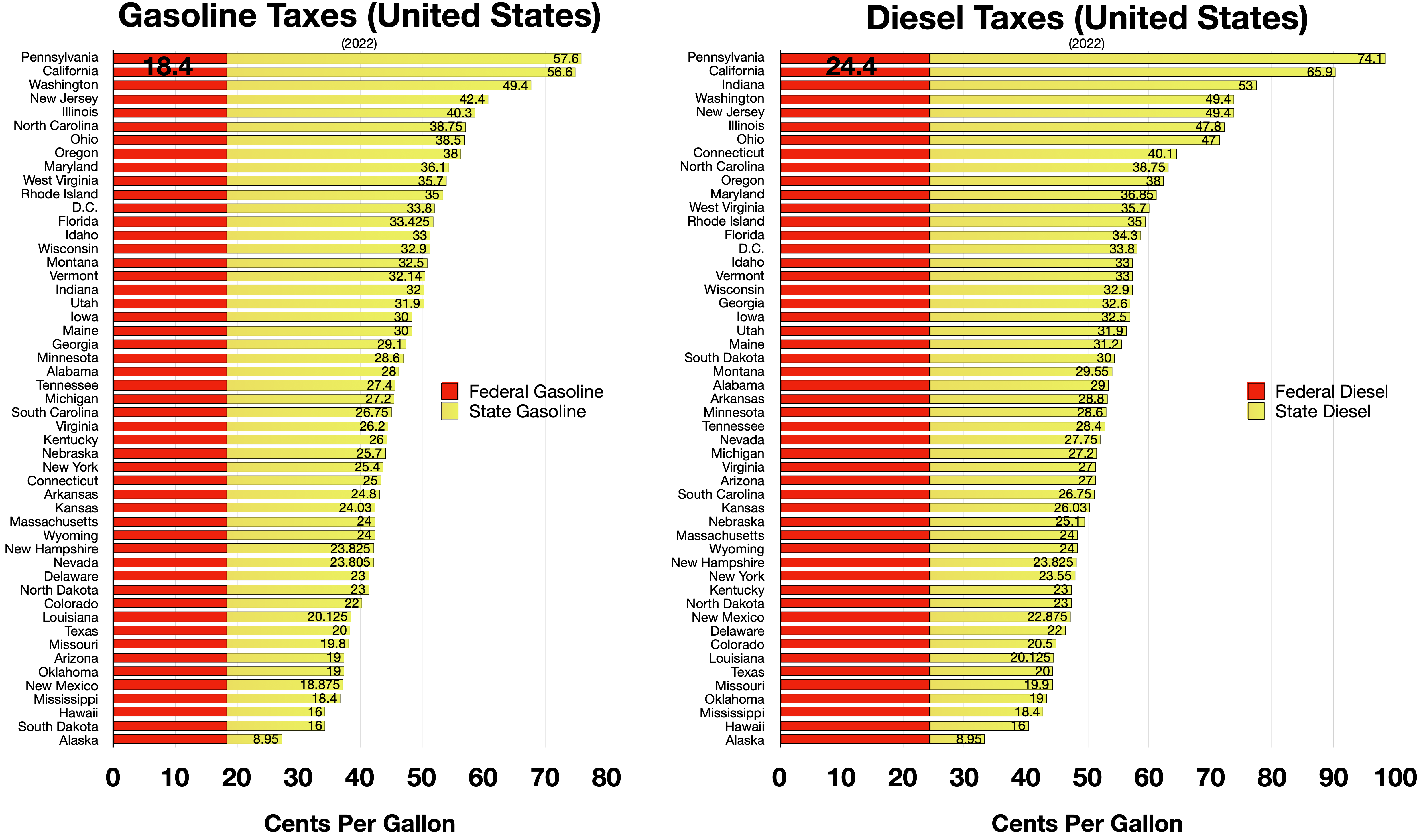
Accise sulla benzina e sul diesel negli stati federati, nel 2022.
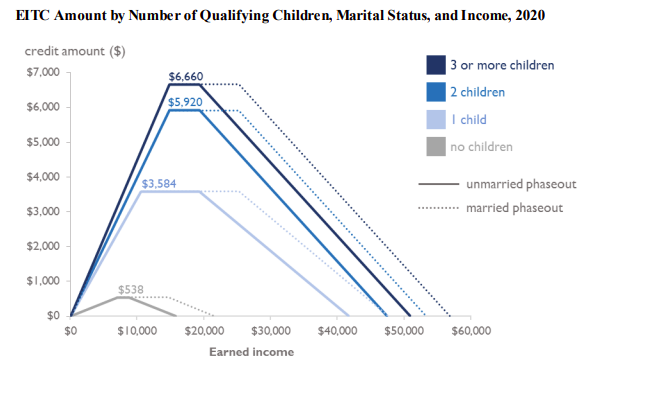
Crediti d'imposta EITC, situazione al 2020-2021.
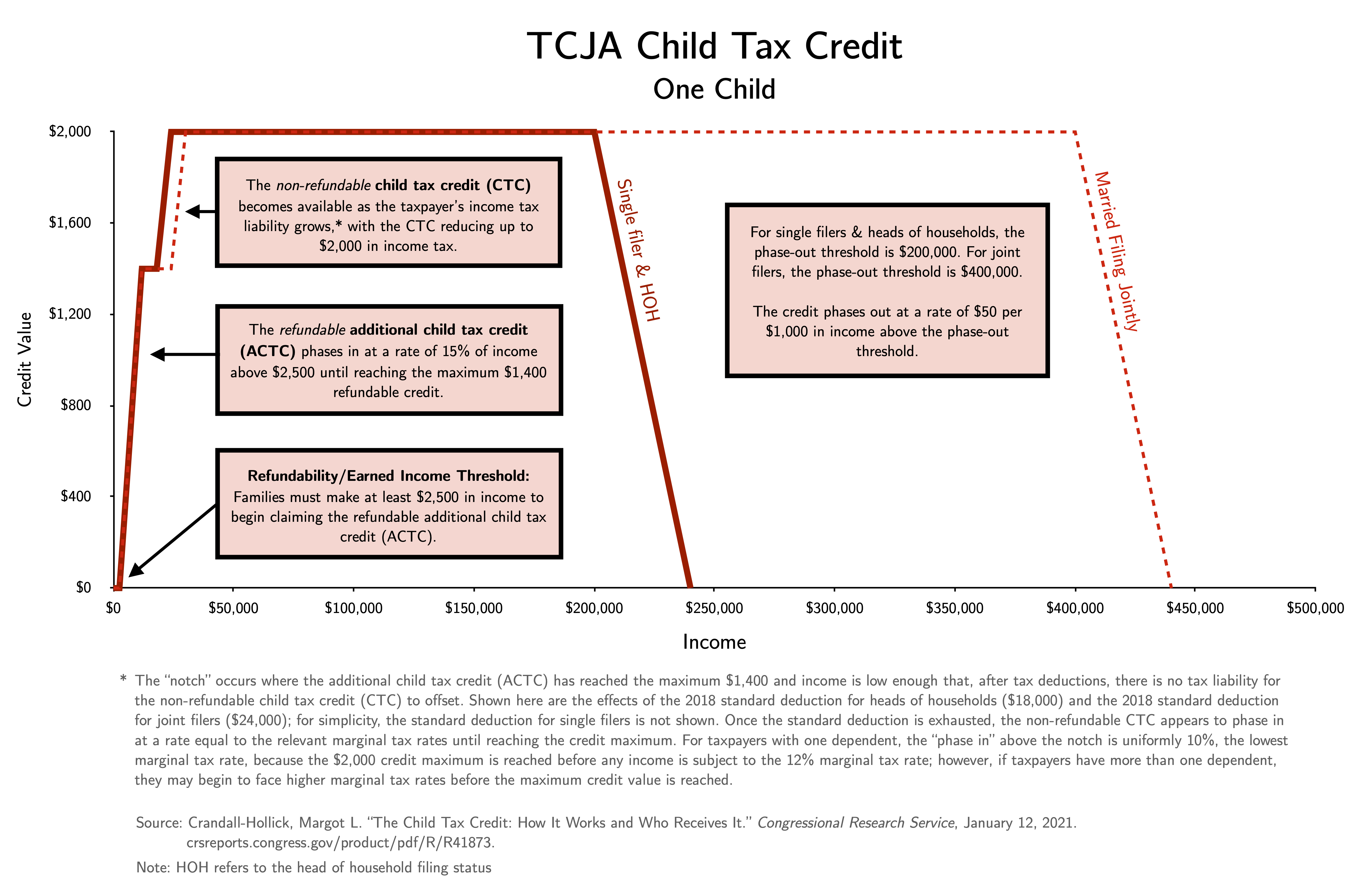
Credito d'imposta CTC (o Child Tax Credit), situazione al 2020-2021.